# Маріанжела Перрупато
Маріанжела Перрупато (італ. Mariangela Perrupato; нар. 15 вересня 1988) — італійська синхронна плавчиня.
Учасниця Олімпійських Ігор 2012, 2016 років.
Призерка Чемпіонату світу з водних видів спорту 2015, 2017 років.
Призерка Чемпіонату Європи з водних видів спорту 2006, 2008, 2012, 2014, 2016 років.